# Anatolij Wieliczkowski
Anatolij Jewgienjewicz Wieliczkowski, ros. Анатолий Евгеньевич Величковский (ur. 14 grudnia 1901 r. w Warszawie, zm. 2 stycznia 1981 r.) – rosyjski poeta i pisarz emigracyjny
Dzieciństwo spędził w Jelizawetgradzie. W 1918 r. wstąpił do nowo formowanych wojsk Białych gen. Antona Denikina. W połowie listopada 1920 r. wraz z pozostałymi wojskowymi został ewakuowany z Krymu do Gallipoli. Na emigracji zamieszkał w Polsce, gdzie zarządzał dużym majątkiem ziemskim. W 1926 r. wyjechał do Francji. Pracował jako robotnik w zakładach metalurgicznych w Cannes, a następnie był nocnym szoferem w Lyonie. Podczas okupacji niemieckiej zamieszkał w Paryżu. Po zakończeniu wojny zaczął pisać wiersze. Początkowo publikowano je w prasie emigracyjnej, jak „Wozrożdienije” czy „Nowyj żurnał”. W 1952 r. wyszedł jego pierwszy zbiór poetycki pt. „Licom k licu” Kolejne zbiory wierszy były publikowane w 1974 r. („S boru po sosienkie”), w 1979 r. („O postoronniem”) i pośmiertnie w 1981 r. („Nierukotwornyj swiet”). Ponadto w 1972 r. napisał powieść satyryczną pt. „Bogatyj”.